# The Boss Is Back
The Boss Is Back è l'ultimo album di Spoonie Gee, pubblicato nel 2005 sotto l'etichetta New Sound of Harlem, NY. Esso è per ora l'ultimo lavoro in studio del rapper.

## Tracce
1. Boss
2. Papa Don't Take No Mess
3. Papa Don't Take No Mess (instrumental)
4. Suicide Park
5. Suicide Park (instrumental)